# بیارنی فریوریکسون
بیارنی فریوریکسون (انگلیسی: Bjarni Friðriksson؛ زادهٔ ۲۹ مهٔ ۱۹۵۶) جودوکار اهل ایسلند بود.